# Andreas Pfaffernoschke
Andreas Michael Pfaffernoschke (* 19. Juni 1962 in Berlin) ist ein deutscher Diplomat. Er ist seit August 2023 deutscher Botschafter auf den Philippinen mit Nebenakkreditierung auf den Marshallinseln und den Föderierten Staaten von Mikronesien.

## Leben
Nach dem Abitur im Jahr 1980 studierte Pfaffernoschke Volkswirtschaftslehre. Das Studium schloss er 1985 mit dem akademischen Grad Diplom-Volkswirt ab. Anschließend war er Wissenschaftlicher Mitarbeiter am Institut für Finanzen, Steuern und Sozialpolitik in Berlin. Im Jahre 1990 promovierte Pfaffernoschke zum Thema Gewerbesteuer. Er ist verheiratet und hat vier Kinder. Seine Tochter Sarah (* 1992) begann am 1. Juli 2020 die Ausbildung für den höheren Auswärtigen Dienst.
Pfaffernoschke trat 1990 in den Auswärtigen Dienst ein und absolvierte bis 1992 die Attachéausbildung für den höheren Dienst. Nach einer ersten Verwendung im Auswärtigen Amt in Bonn folgte 1993 eine erste Auslandsverwendung an der Deutschen Botschaft Dakar im Senegal und 1996 an der Deutschen Botschaft Moskau in Russland. 1999 kehrte Pfaffernoschke ins Auswärtige Amt zurück, bevor er 2003 bei der Ständige Vertretung bei den internationalen Organisationen in Genf wurde. 2006 wurde er Referatsleiter im Auswärtigen Amt und wechselte 2010 an die Ständige Vertretung der Bundesrepublik Deutschland bei den Vereinten Nationen in New York (Vereinigte Staaten). Es folgte eine 2013 beginnende Tätigkeit an der Deutschen Botschaft Paris in Frankreich, bevor Pfaffernoschke 2016 erneut Referatsleiter im Auswärtigem Amt wurde. Im August 2020 trat er seine sechste Auslandsverwendung an der Deutschen Botschaft Ouagadougou (Burkina Faso) als Nachfolger von Ingo Herbert an. Im Sommer 2023 wurde er Botschafter in Manila/Philippinen. Am 1. Juli 2024 überreichte er auch sein Beglaubigungsschreiben auf den Marshallinseln.

## Veröffentlichungen
- Die Diskussion um die Gewerbesteuer: eine Analyse ihrer gegensätzlichen Positionen und Ansatzpunkte zu einer Problemlösung. Lang, Frankfurt am Main; Bern; New York; Paris 1990, ISBN 978-3-631-43149-8 (Dissertation).